# Sigurður málari
Sigurður Guðmundsson, plus connu sous son nom d'artiste Sigurður málari (9 mars 1833 à Skagafjörður - 7 septembre 1874) était un peintre ainsi qu'un archéologue amateur islandais.